# Instituto Histórico e Geográfico de Alagoas
O Instituto Histórico e Geográfico de Alagoas (IHGAL) é uma organização da sociedade civil dedicada ao estudo e a pesquisa nos diversos campos da história, da geografia e das ciências sociais. Localiza-se no centro de Maceió, em um edifício tombado pelo patrimônio estadual. Foi fundado em 2 de dezembro de 1869, sendo a terceira mais antiga instituição em seu gênero no Brasil.
O Instituto abriga o mais representativo acervo iconográfico e documental sobre a história de Alagoas, além de conjuntos de interesse arqueológico e etnográfico, obras de arte, hemeroteca, fototeca, biblioteca e arquivo. Mantém o Museu do Instituto Histórico e Geográfico, onde parte do acervo se encontra exposto permanentemente. Promove colóquios, cursos e seminários e realiza apresentações musicais regularmente.

## Histórico
O Instituto Histórico e Geográfico de Alagoas foi fundado em 2 de dezembro de 1869, tendo sido o terceiro a ser criado no Brasil, precedido pelo Instituto Histórico e Geográfico Brasileiro, no Rio de Janeiro, e pelo Instituto Arqueológico, Histórico e Geográfico Pernambucano, no Recife. Entre os sócios fundadores estiveram Silvério Fernandes de Araújo Jorge, Delfino Augusto Cavalcanti de Albuquerque, Joaquim José de Araújo, Roberto Calheiros de Melo, além de outros políticos, jornalistas, religiosos e escritores, liderados pelo presidente da província de Alagoas, José Bento da Cunha Figueiredo Júnior.
Instalado a princípio no Liceu Alagoano, o primeiro estabelecimento oficial de ensino secundário em Alagoas, fundado em 1849, o Instituto fomentou pesquisas históricas, antropológicas e geográficas, preenchendo em parte a lacuna deixada pela ausência de instituições de ensino superior na província, que só seriam criadas em meados do século XX. Nas décadas seguintes, o Instituto logrou reunir um expressivo acervo histórico, etnográfico e arquelógico, por meio de coletas, doações e aquisições.
O Instituto se encontra localizado em um casarão datado de fins do século XIX, que pertenceu a Américo Passos Guimarães. O imóvel foi desapropriado pelo governo estadual em 1909 e cedido ao Instituto algum tempo depois. É tombado pelo Patrimônio Histórico de Alagoas desde 1998.
Recentemente, o Instituto anunciou a intenção de criar a Biblioteca Aurélio Buarque de Holanda, a partir do seu próprio acervo bibliográfico, no edifício vizinho onde funciona o Sindicato dos Empregados no Comércio do Estado de Alagoas e da Escola Técnica do Comércio. O Instituto solicitou ao governo estadual a desapropriação e o tombamento do edifício para dar prosseguimento à ideia, mas ainda aguarda a resposta ao pleito. Em maio de 2009, o Instituto assinou convênio com o governo estadual para recuperar e digitalizar parte do acervo de jornais, livros, álbuns e cartões-postais antigos.

## Acervo
O Instituto Histórico e Geográfico de Alagoas mantém o mais importante acervo relativo à história do estado. Conserva peças dos antigos engenhos de açúcar, documentos e objetos relacionados à escravidão, ao movimento abolicionista e ao Quilombo dos Palmares, a Coleção Ciclo do Cangaço, com pertences de Lampião e Maria Bonita, além de mobiliário e relíquias maçônicas do Primeiro reinado, objetos do cotidiano e outros itens de uso privado que pertenceram a personalidades de destaque nascidas no estado, como Deodoro da Fonseca, primeiro presidente do Brasil. Também possui um valioso conjunto de materiais utilizados na Guerra do Paraguai, além da armas do período dos bandeirantes, canhões holandeses, franceses e portugueses etc.
No segmento arqueológico, destaca-se uma rara coleção de cerâmicas marajoaras, com 191 peças doadas por Jonas Montenegro, além da Coleção Mário Marroquim, composta por materiais líticos colhidos em território alagoano, em cidades como Porto Calvo e Rio Largo, provavelmente produzidos pela cultura aratu. O segmento etnográfico conta com aproximadamente 500 artefatos de grupos indígenas da região. Destaca-se ainda o núcleo dedicado às religiões afro-brasileiras e a Coleção Perseverança, composta por documentos referentes ao "Quebra de Xangô" - massacre promovido por uma milícia particular nos terreiros de Maceió, ocorrido em 1912.
O Instituto conta com biblioteca especializada em história, com cerca de 16 mil volumes, dos quais seis mil considerados raros. A hemeroteca possui milhares de edições de 79 títulos de jornais publicados em Alagoas e no Brasil. Possui ainda mapoteca com 228 exemplares e uma ampla fototeca. A pinacoteca conta com obras de cunho histórico, além de paisagens e retratos de artistas alagoanos, brasileiros e estrangeiros.